# Gémerek (film)
A Gémerek (Level Up) egy 2011-es amerikai film, melyet a Alive & Kicking Productions és a Cartoon Network Studios közösen készített, az azonos című Gémerek sorozat bevezető filmje. Az Egyesült Államokban 2011. november 23-án, Magyarországon 2012. április 4-én 18.10-kor mutatták be a Cartoon Networkön.

## Cselekmény
Wyatt, Lyle és Dante kedvenc számítógépes játékukkal, a Világhódítókkal játszanak, amelyben véletlenül megnyitnak egy, a valóságba vezető kaput, amelyen át sok-sok szörny, ember és más lény kerül a valóvilágba, akiket vissza kell juttatniuk a játékba, anélkül, hogy ezt mások észrevennék. A szörnyvadászatban egy iskolatársuk, Angie is segít nekik.